# Christie Johnstone
Christie Johnstone es una película británica de 1921 basada en la novela homónima de Charles Reade.

## Otros créditos
- Productora: Broadwest Film Company.
- Distribuidora: Walturdaw Company.
- Color: Blanco y negro.
- Sonido: Muda.
- Decorados: W.G. Clifford.